# Fabio Battesini
Fabio Battesini (Virgilio, 19 de fevereiro de 1912 – Roma, 17 de junho de 1987) foi um ciclista italiano que foi profissional entre 1930 e 1945, em que conseguiu 22 vitórias, entre elas 4 etapas ao Giro de Itália e uma ao Tour de France.
Além destes triunfos também conseguiu vários recordes do mundo de velocidade.

## Palmarés
- 1930
  - 1º na Copa do Grande
  - 1º no Critèrium de Virgiliano (contrarrelógio)
  - 1º na Copa inverno
- 1931
  - Vencedor de uma etapa ao Tour de France
- 1932
  - Vencedor de uma etapa ao Giro de Itália
- 1933
  - 1º na Milão-Mantua
- 1934
  - Vencedor de uma etapa ao Giro da Tripolitània
  - Vencedor de uma etapa ao Giro de Itália
- 1935
  - 1º no Critérium de As de Cremona
  - 1º no Giro da Província de Milão e vencedor de uma etapa, com Learco Guerra
- 1936
  - 1º no Grande Prêmio da Indústria (contrarrelógio)
  - Vencedor de uma etapa ao Giro de Itália
  - Vencedor de uma etapa ao Giro da Província de Milão
- 1937
  - Vencedor de 2 etapas ao Giro da Província de Milão
  - Vencedor de uma etapa ao Giro de Itália (contrarrelógio)
- 1938
  - 1º no Critérium de Cremona
- 1939
  - 1º na Copa Espanha em Barcelona
- 1941
  - 1º em Florencia (detrás moto)
- 1943
  - Campeão de Itália de médio-fundo
- 1945
  - Campeão de Itália de médio-fundo

### Recordes do mundo
- Recorde do mundo da hora amador, com 42,029 km a 11 de outubro de 1929
- Recorde do mundo de Km lançado, com 1' 01" 20, a 26 de maio de 1937
- Recorde do mundo do Km com saída parada, com 1' 04" 40, a 17 de agosto de 1938
- Recorde do mundo dos 5 km, com 6' 21", a 18 de agosto de 1938

### Resultados ao Giro de Itália
- 1930. 17º da classificação geral
- 1931. Abandona
- 1932. 33º da classificação geral e vencedor de uma etapa
- 1933. Abandona
- 1934. 22º da classificação geral e vencedor de uma etapa
- 1935. Abandona
- 1936. 42º da classificação geral e vencedor de uma etapa
- 1937. Abandona. Vencedor de uma etapa
- 1938. Abandona

### Resultados ao Tour de France
- 1931. 30º da classificação geral e vencedor de uma etapa
- 1933. Abandona (8ª etapa)